# Max Mandel
Max Mandel (* 1975) ist ein kanadischer Bratschist.
Mandel studierte an der University of Toronto und an der Juilliard School of Music bei Steven Dann, David Zafer und Samuel Rhodes. Er war sechs Jahre lang Mitglied des Metro Quartet und Schüler und Kammermusikpartner von Musikern wie Lorand Fenyves, Menahem Pressler und Laurence Lesser am Banff Centre for the Arts.
Er arbeitete dann mit dem The St. Lawrence Quartet, dem Pacifica Quartet und Axelrod Quartet und Musikern wie Jean Stilwell, Gilbert Kalish und Fred Sherry zusammen und trat bei Festivals wie dem Montreal Chamber Music Festival, dem Guelph Spring Festival, dem Festival Le Domaine Forget, dem Bravo! Vail Valley Music Festival und dem Aspen Music Festival auf. 1998 erhielt er den Special Price bei der Montreal Symphony Competition, und 2000 war er Teilnehmer der Debut Young Artist Series. Am Caramoor Music Festival nahm er zunächst als „Rising Star“, später als Mitglied der Caramoor Virtuosi teil.
Mandel ist Bratschist des Flux Quartet, des wichtigsten New Yorker Streichquartetts für zeitgenössische Musik. Mit diesem und dem New York City Ballet führte er eine Choreographie von György Ligetis Streichquartett No.1 und Morton Feldmans Streichquartett Nr. 2 in der Zankel Hall der Carnegie Hall auf. Weiterhin ist er Mitglied von Yo-Yo Mas Silk Road Ensemble und arbeitet mit den Metropolitan Museum Artists in Concert, den Jupiter Symphony Chamber Players, dem Kirby String Quartet, den Smithsonian Chamber Players, den Class Notes, Colin und Eric Jacobsens Kammerorchester The Knights, dem Tafelmusik Baroque Orchestra und dem I Furiosi Baroque Ensemble sowie mit so unterschiedlichen Musikern wie Vera Beths, Ornette Coleman und Kirk Hammett zusammen. Mandel spielt auf einem Instrument des Geigenbauers Gio Batta Morassi aus dem Jahr 1973.